# Diuraphis noxia
Espèce
Diuraphis noxia (le puceron russe du blé) est une espèce d'insectes hémiptères de la famille des Aphididae, originaire d'Eurasie.
C'est un puceron qui peut causer des pertes significatives dans les cultures de céréales.

## Description
Ce puceron est vert clair et peut atteindre 2 mm de long.
Les cornicules sont très courtes, arrondies, et semblent faire défaut. Un appendice situé au-dessus de la queue donne l'impression que le puceron possède deux queues.

## Biologie
La salive de ce puceron est toxique pour les plantes et provoque l'apparition de striures blanchâtres sur les feuilles de céréales. Les piqures de ce puceron sur les feuilles supérieures les font blanchir et s'enrouler autour de l'épi, empêchant celui-ci d'émerger.
Les plantes hôtes sont les céréales à paille, notamment le blé et l'orge, mais également le seigle et l'avoine, et dans une moindre mesure les graminées sauvages. On a constaté que ce puceron se nourrissait sur au moins 47 espèces sauvages, telles que Dactylis glomerata, Bromus mollis, Bromus inermis, Bromus rubens, Elymus repens, Elymus angustus, Festuca rubra, Festuca pratensis.

## Synonymes
- Brachycolus noxia Mordvilko, 1913
- Brachycolus mublei Zhang, G.-x. & X.-l. Chen, 1999
- Diuraphis muehlei (Börner, 1950)
- Diuraphis muhlei Zhang, G.-x., H.-b. Liang & R.-z. Zhang, 1999

## Distribution
L'aire de répartition de Diuraphis noxia est quasi cosmopolite.
Elle couvre en effet la totalité de l'Europe, le Proche-Orient, l'Asie centrale et la Sibérie occidentale, l'Amérique du Nord et l'Amérique du Sud, l'Afrique du Nord et l'Afrique australe.
Le puceron russe du blé est également présent en Chine occidentale (Xinjiang).
L'espèce a été détectée pour la première fois en Amérique du Nord en 1980 à Mexico. Elle a été introduite accidentellement en mars 1986 près de Lubbock (Texas), d'où elle s'est répandue dans le territoire des États-Unis. Elle est considérée dans ce pays comme une espèce envahissante,.

## voir aussi